# Frumentarii
A frumentarii a Római Birodalom titkosszolgálataként működött. Eredetileg gabonabeszerzéssel foglalkoztak, ami fedőfoglalkozásként is szolgált számukra.
Bár a császári besúgóhálózatoknak nagy múltja volt Rómában, Hadrianus császár volt a legelső uralkodó, aki szervezett politikai rendőrségét állított fel, a római légiók élelmezésével megbízott katonákból (frumentarius). Ennek segítségével figyeltette meg saját baráti körét. Mivel tagjai katonák voltak, a praefectus praetorio főparancsnoksága alá tartoztak, míg a tartományokra vezényeltek a helytartó utasításait követték. A 2. században körülbelül 200 fő tartozott közéjük, egy részük viszont továbbra is a hadsereg utánpótlásával, adószedéssel vagy futárszolgálattal foglalkozott. Központjuk Rómában volt, a Caelius dombon épült Castra Peregrinorum.
Számos politikai gyilkosságot követtek el, így például Commodus kegyencét, Saoterust is ők ölték meg. A szervezetet később saját céljaira használta Didius Iulianus, aki egy Aquilius nevű centurio frumentariusszal ölette meg ellenfeleit, Septimus Severus, aki számos politikai ellenfelét gyilkoltatta meg segítségükkel, Caracalla, Macrinus és Gallienus is. A korabeli tudósok kritizálták a fruramentarii-t mint hírszerzési intézményt, hiszen szerintük sokszor annak, amit csináltak köze nem volt a hírszerzéshez. Túlságosan nagy felhatalmazással rendelkeztek, mint bármely mai katonai hírszerzési ügynökség.  A frumentariusok a keresztényüldözésekben is részt vettek. Végül Diocletianus császár szüntette meg a szervezetet, mely uralkodásának idejére már gyűlöltté vált a visszaélései miatt. Utódaik az agentes in rebus lettek.